# フェラーリ・500F2
フェラーリ 500F2 (Ferrari 500F2) は、スクーデリア・フェラーリが1952年から1953年にかけてF1世界選手権で使用したフォーミュラ2カーである。車名の「500」はエンジン1気筒あたりのシリンダー容積500ccをあらわす（500cc×4気筒=2,000cc）。
2年間に渡り圧倒的な成績を収め、アルベルト・アスカリが2年連続ドライバーズチャンピオンに輝いた。

## 概要
1952年のF1世界選手権は参加台数不足の懸念からエンジン排気量2,000ccのF2規定のマシンで争われることになった。フェラーリはすでにV12エンジンの166F2と212F2を保有しており優位な立場にあったが、アウレリオ・ランプレディは新設計の直列4気筒エンジンを開発した。競技車・市販車を含めて、フェラーリがV12以外のエンジンレイアウトを採用した初のケースとなった。
500F2は革新的ではないが手堅く実戦的に設計された。シンプルな構造のエンジンは低重心で中速域のトルクに優れた。車重は軽く、操縦性の優れたバランスの良いマシンとなった。世界選手権以外のレースも含め、1952年から1953年にかけて33戦出走して30勝。のべ109回出走して81回完走、リタイアは18回のみだった。マシンは優れていたが、強力なライバルが不在だったことも関係していた。
1953年の最終戦には排気量を1,997ccに上げた553F2を試験的に投入。1954年から再びF1規定の世界選手権となると、2,500ccにまで拡大した625F1と553F1を使用した。

## スペック
シャーシ
- 構造 スチール製チューブラーフレーム
- 全長  mm
- 全幅  mm
- 全高  mm
- ホイルベース 2,160mm

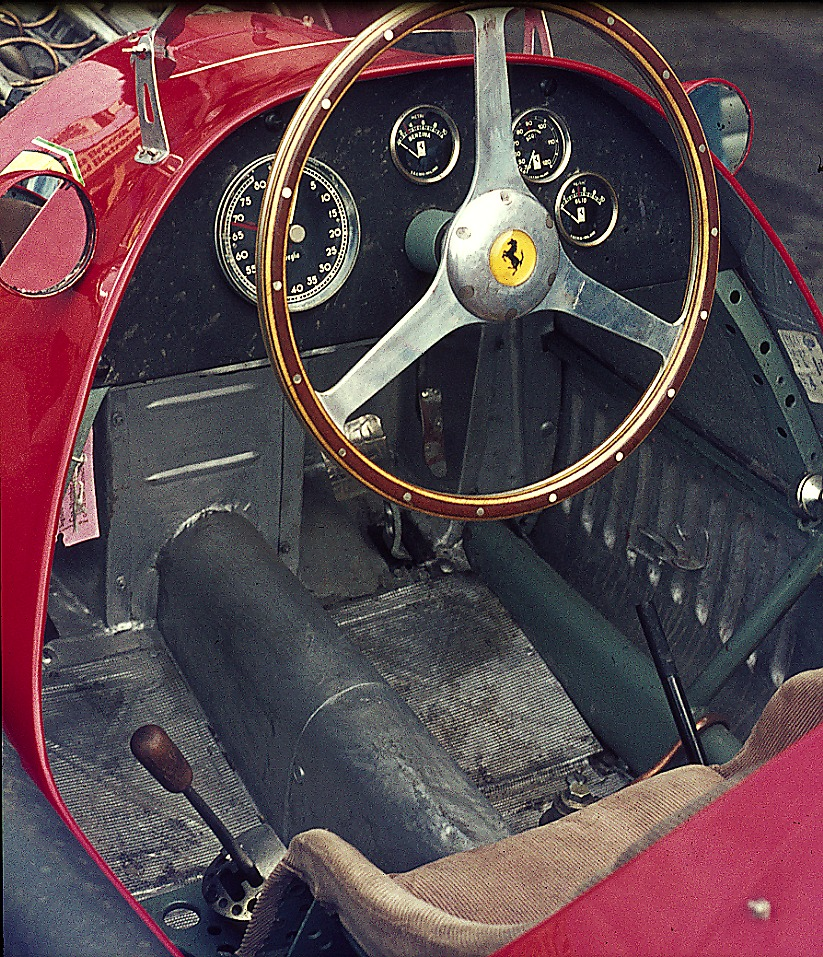
500F2の操縦席

- トレッド 1,270mm（前） 1,250mm（後）
- ギアボックス 4速＋後進1速
- 重量 560kg
- サスペンション 
  - 前 ダブルウィッシュボーン/リーフスプリング
  - 後 ド・ディオンアクスル/リーフスプリング
- ブレーキ ドラム式

エンジン
- 気筒数・角度 直列4気筒
- ボア・ストローク 90×78mm
- 排気量 1,984cc
- 最高出力 185馬力/7,500回転
- 動弁 DOHC・1気筒あたり2バルブ
- キャブレター ウェバー50 DCOキャブレター（ツイン）
- 点火装置 ツインスパーク
- 潤滑システム ドライサンプ
- クラッチ マルチプレート
- 最高速度 260km/h

タイヤ
- メーカー ピレリとエングルベールを併用
- 前輪サイズ 5.50×15
- 後輪サイズ 7.00×15

## 成績

### ワークス
(key) (太字はポールポジション、斜字はファステストラップ)
| 年      | シャシー | エンジン        | タイヤ | ドライバー             | 1         | 2   | 3   | 4   | 5   | 6   | 7   | 8   | 9   | ポイント | ランキング |
| ------- | -------- | --------------- | ------ | ---------------------- | --------- | --- | --- | --- | --- | --- | --- | --- | --- | -------- | ---------- |
| 1952年  | 500      | Tipo500 2.0L L4 | P      |                        | SUI       | 500 | BEL | FRA | GBR | GER | NED | ITA |     | n/a1     | n/a1       |
| 1952年  | 500      | Tipo500 2.0L L4 | P      | ジュゼッペ・ファリーナ | Ret/ Ret2 |     | 2   | 2   | 6   | 2   | 2   | 4   |     | n/a1     | n/a1       |
| 1952年  | 500      | Tipo500 2.0L L4 | P      | ピエロ・タルッフィ     | 1         |     | Ret | 3   | 2   | 4   |     | 7   |     | n/a1     | n/a1       |
| 1952年  | 500      | Tipo500 2.0L L4 | P      | アンドレ・シモン       | Ret2      |     |     |     |     |     |     | 6   |     | n/a1     | n/a1       |
| 1952年  | 500      | Tipo500 2.0L L4 | P      | アルベルト・アスカリ   |           |     | 1   | 1   | 1   | 1   | 1   | 1   |     | n/a1     | n/a1       |
| 1952年  | 500      | Tipo500 2.0L L4 | P      | ルイジ・ヴィッロレージ |           |     |     |     |     |     | 3   | 3   |     | n/a1     | n/a1       |
| 1953年  | 500      | Tipo500 2.0L L4 | P      |                        | ARG       | 500 | NED | BEL | FRA | GBR | GER | SUI | ITA | n/a1     | n/a1       |
| 1953年  | 500      | Tipo500 2.0L L4 | P      | ジュゼッペ・ファリーナ | Ret       |     | 2   | Ret | 5   | 3   | 1   | 2   | 2   | n/a1     | n/a1       |
| 1953年  | 500      | Tipo500 2.0L L4 | P      | アルベルト・アスカリ   | 1         |     | 1   | 1   | 4   | 1   | 8 2 | 1   | Ret | n/a1     | n/a1       |
| 1953年  | 500      | Tipo500 2.0L L4 | P      | マイク・ホーソーン     | 4         |     | 4   | 6   | 1   | 5   | 3   | 3   | 4   | n/a1     | n/a1       |
| 1953年  | 500      | Tipo500 2.0L L4 | P      | ルイジ・ヴィッロレージ | 2         |     | Ret | 2   | 6   | Ret | 8 2 | 6   | 3   | n/a1     | n/a1       |
| ソース: |          |                 |        |                        |           |     |     |     |     |     |     |     |     |          |            |

- 1 – コンストラクタータイトルは1958年から設定された。このためコンストラクターとしてのポイントやランキングは存在しない。
- 2 – 同じ車両を使用したドライバーに順位とポイントが配分された。